# トリックロジック
『トリックロジック』（TRICK×LOGIC）は、ソニー・コンピュータエンタテインメントより2010年に発売された日本のPlayStation Portable用推理ノベルゲーム。開発はチュンソフト。

## 概要
『安楽椅子探偵シリーズ』から着想を得ており同作の原作者である綾辻行人と有栖川有栖に加え我孫子武丸、竹本健治、大山誠一郎、麻耶雄嵩、黒田研二という全7人の推理小説作家がシナリオを担当している。シナリオは「シーズン1」と「シーズン2」を合わせて合計10編からなっている。
シナリオはそれぞれ独立しており、どのシナリオから読み始めることもできる。あるシナリオを未解決の状態で、他のシナリオを読むこともできる。ただし、主人公に関係するエピソードは1から順番に時系列に沿って進むので、事件ファイル1から順にプレイすることが推奨されている。各話は事件の発生からプレイヤーが推理を行うまでの「推理編」と、実際に検証を行い事件の全容が解明される「解決編」パートに分かれている。

### 販売形式
本作はUMD版パッケージと、PlayStation NetworkのPlayStation Storeからのダウンロード販売の両方で発売される。
事件ファイルNo.1からNo.4の「推理編」までを収録した『トリックロジック シーズン1』（TRICK×LOGIC Season1）はいずれも2010年7月22日に発売・配信開始された。シーズン1はUMD版とダウンロード版で内容に違いは無いが、シーズン2は販売形式が異なる。
事件ファイルNo.5からNo.10までの『トリックロジック シーズン2』（TRICK×LOGIC Season2）は、7月29日から毎週1話ずつダウンロード版が先行有料配信される。ダウンロード版は「推理編」が先に有料配信され、一週間後に真相が明らかになる「解決編」が無料配信される（ただし、推理編を購入していないと解決編はダウンロードできない）。
2010年9月16日には、シーズン1と同じく5話分をまとめたUMD版が発売された。

## ストーリー
天才と呼ばれた検事「芳川樹」はある日、ビルの屋上から何者かに突き落とされる。一命は取り留めたものの、生死の境を彷徨い意識不明の重体に陥った芳川の魂は肉体から離れ、冥界へと迷い込む。
魂のみが冥界に堕ちた芳川は、そこで閻魔大王ヤマ・ラージャと出会い、ある仕事を与えられる。その仕事とは、「謎を解き、真実を見つけ出すこと」。
閻魔大王の間には、この世で起こったあらゆる出来事が「アカシャ」と呼ばれる書物となって記されている。ヤマの仕事は現世で事件が起きた際に「アカシャ」を読んで真相を解き明かし、その事件が現世では迷宮入りになった場合でも罪人の魂に公平な裁きが下るようにすることだった。
しかし事件の量が多すぎるため、芳川に手伝いを頼むことにしたのだという。中には巧妙なトリックのため、ヤマにも罪人を裁けない事件もあるという。ヤマは仕事を全て終えれば元の世界に返してやると語る。
芳川はヤマによって冥界に呼び出された事件の関係者である天野つかさと、警察の丸ノ内慶次と共にアカシャを読み解いていく。

## 登場人物

### 主要人物
芳川樹（よしかわ いつき）
声:平岡祐太
主人公。現世では百年に一度の天才と謳われた検事。
何者かに命を狙われ、ビルの屋上から転落し意識不明の重体に陥る。その魂は冥界にて閻魔大王の仕事を手伝うことになる。
冥界では白いスーツ姿で、現世にいた頃は黒かった髪が白髪となり、足は裸足で左足首に鉄球のようなものが鎖で繋がれている。
ヤマの手伝いをするに当たり、手にした黒い薔薇の棘で自らの魂を傷付け血を落とすことで、「アカシャ」に記された物語の中から重要なキーワードを浮かび上がらせるという力を与えられている。
弁護士であった父を、14年前の「軽井沢放火殺人事件」で殺されており、独自に調査を続けていた。
ヤマ・ラージャ
声:デーモン閣下
冥界にて罪人の魂を裁く閻魔大王。
長く伸びたキバや丸い目、鬣のような髪、多数の手を持ちおよそ人間とかけ離れた風貌をしているが、性格は意外に軽妙で気さく。
現世で起きた出来事が記された「アカシャ」を「物件」と呼ぶ。魂のみ冥界に堕ちた樹に未解決の事件が記された「アカシャ」を託し、仕事の手伝いを依頼する。
事件の関係者を現世から召喚する力を持っている。
天野つかさ（あまの つかさ）
声:本仮屋ユイカ
カメラマン志望の女子大生。
茶髪のショートヘアで幼児体型。性格は活発で、色んなアルバイトを掛け持ちしている。
なぜか事件に巻き込まれることが多く、ヤマの間には容疑者の一人として召喚される。
身の潔白を晴らすため独自の推理を披露するが、その推理はどうにも的外れで「つかさの珍回答」というコーナーになってしまう。
丸ノ内慶次（まるのうち けいじ）
声:國村隼
丸顔で髭を蓄えた、柔らかい風貌のベテラン刑事。
アカシャに記された事件の担当刑事としてヤマに召喚され、事件を解決すべく樹と共に推理する。
つかさとは別のロジックによる推理は「丸ノ内の迷推理」というコーナーになる。趣味は一人カラオケ。
九条薫（くじょう かおる）
声:川原亜矢子
メガネをかけた女私立探偵。シーズン2の事件ファイルNo.5より登場。
黒のスーツを着こなし、クールな雰囲気を醸し出している。つかさから芳川の転落事件の調査を依頼される。
つかさから予めヤマの間について聞かされていたので、召喚された時も冷静に対応していた。彼女の推理は「薫の怪証明」というコーナーになる。

### その他
新鶴ちえみ（にいづる ちえみ）
麻耶雄嵩による2つの話（第3話と第7話）に登場した、つかさの大学の先輩。男勝りで頼りがいのある性格なのだが、酒好きに加えて酒乱の傾向がある。
下宿先の女子寮で殺人事件が起き、その後強引に同行したライフル部の旅行でまたしても殺人事件に遭遇してしまう。

## ゲームシステム

### ゲーム本編
一つのシナリオは「推理編」と「解決編」から成っている。推理編ではアカシャ（事件が書かれた本）を読み解き、犯人とトリックを解く事が目的となる。文章の中には様々なキーワードがあり、関連するキーワードを組み合わせ推理することで「ナゾ」を作り出す。「ナゾ」とは事件の内容に関わる疑問のこと。さらに「ナゾ」と特定の「キーワード」を組み合わせ推理するとそのナゾに対する回答である「ヒラメキ」と呼ばれる仮説を生み出すことができる。そしてその「ヒラメキ」（仮説）で提示された「調書」の設問を埋めると「解決編」に進むことができる。
解決編では、推理編でつくられた「ヒラメキ」（仮説）を元に事件を検証して行く。仮説は様々な角度から検証され、間違っていたり矛盾する場合は不正解となり、推理編に戻る。正解だった場合はそのエピソードのエンディングとなる。
全てのアカシャは以下のルールを遵守している。
・アカシャに書かれている内容は全て真実。ただし犯人の証言に嘘が混じっている可能性はある。
・動機の強弱は犯人を絞るうえで重要ではない。
・事件の真相は、超能力や宇宙人など超常的な事象によるものではない。冥界の住人も現世の事件に一切関与していない。

### 他のモード
ゲームは普通に謎解きをするモードの他に、音読モードというものもある。これはアカシャの文章をそのまま朗読した音声を再生するモード。朗読は北村浩子。また、「みんなで読む」モードではアカシャの文章部分のみをゲームシェアリング機能で他のPSP本体にシェアリングすることもできる。

## 収録話

### シーズン1
練習問題「指さす死体」
作者:チュンソフト
ゲームシステムを理解するためのチュートリアルシナリオ。図書館の視聴覚室で、男が撲殺された。死体はライブラリー室へのドアのガラスのスリットを指差すような姿勢をしていたが、ガラスのスリットには何の痕跡も残されていなかった。容疑者はライブラリー室で漫画雑誌を読んでいた黒木と、ライブラリー室の窓から列車の撮影をしていた白井の二人。果たしてどちらが犯人なのか？
事件ファイルNo.1「盗まれたフィギュア」
作者:我孫子武丸
あるマニアの蔵に保管されていた300万円相当のフィギュアが盗まれた。蔵の扉にかかった南京錠は外国製で、合鍵を作るのは難しく、ピッキングなども効かない。蔵の上部には採光用の開口部があるが、格子戸が嵌っていてフィギュアを通せない。蔵に他人を入れる機会は、マニア仲間5人が集まる週に一度の定例会の時だけだが、会の途中でも外に出る者には持ち物検査をする徹底ぶり。この厳戒態勢の中、フィギュアはどうやって盗み出されたのか？
事件ファイルNo.2「明かりの消えた部屋で」
作者:竹本健治
つかさの所属する大学のサークル「肉食倶楽部」の3人が、韓国へ焼肉旅行を決行。しかし、帰国後の彼らを待ち受けていたのは、サークルメンバーの高橋亮子の部屋で死んでいた、彼女の恋人の死体だった。亮子の元恋人の証言によると、アパートの傍で数日にわたって亮子の部屋を見張っていた間、誰も入らなかったし電気も点かなかったと言うが、その最中のある日の深夜2時頃に隣の住人が大きな音を聞いている。明かりの消えた部屋で、いったい何が起きていたのか？
事件ファイルNo.3「雪降る女子寮にて」
作者:麻耶雄嵩
雪がちらつく寒い朝、女子寮「鴻鵠荘」の住人の一人・田子倉忍が、刺殺されているのが発見された。彼女の手元にあったキッチンシートが不自然に四角く切り取られており、そのシートは焼却されていたことが判明した。さらに、同じ女子寮に住んでおり、サークルの遠征で北海道に行っていた早戸亜紀の乗っていたバスが土砂崩れに遭ったというニュースが入る。亜紀以外の容疑者全員にアリバイがない一方で動機はつかさを除く全員にあり、切り取られたシートの件も含めて謎が深まる。
事件ファイルNo.4「切断された五つの首」
作者:大山誠一郎
探偵の萩本一平が遠藤律子から受けた依頼は、離婚した元夫・原口伸一が、娘に付きまとわないかを監視してほしいというものだった。しかし、監視の最中、新聞集金のバイトをしていて伸一の家を訪れたつかさが、浴室で伸一の死体を見つける。彼の死体は、首と両手首・両足首を切断された凄惨なものだった。両手足首の切断位置が数ミリの誤差で綺麗に揃っていた理由、そして凶器を現場に放置していながら犯人が5つの首を持ち去った目的について、つかさと萩本で推理し合う。

### シーズン2
事件ファイルNo.5「亡霊ハムレット」
作者:黒田研二
友達の我藤瑠雨（がとう るう）からの招待で、豪華な仮装パーティーに参加することになったつかさ。しかし、ファントムの格好をした瑠雨の婚約者が、ハムレットが着たという甲冑によってギャラリーで銃殺されるのを、警備員室のモニター越しに目撃してしまう。さらに直後、甲冑が崩れ、中は空洞で誰も入っていなかったことが明らかになる。はたしてこれはハムレットの亡霊の仕業なのか？
事件ファイルNo.6「ブラッディ・マリーの謎」
作者:竹本健治
雪に閉ざされた温泉ホテル「チルド」で、人嫌いで有名なミステリ作家が刺殺されてしまう。犯行現場は一面血の海で、犯人も返り血を浴びたと思われるが、宿泊客や従業員の中にそんな人物はいなかった。さらに、血の付いた衣服が捨てられたり処分された形跡はなく、返り血を浴びたはずの犯人が誰にも気づかれずに逃走した方法もわからない。雪に覆われ、外部からの侵入が不可能な状況で、姿無き犯人が潜んでいると、宿泊客たちは恐怖する。
事件ファイルNo.7「ライフリング マーダー」
作者:麻耶雄嵩
湖の中に浮かぶ小島に建てられた小さなログハウス「湖上庵」で、高名な幻想作家がライフルで射殺されているのが発見される。原稿にはただ二文字「奇蹟」と記されていた。しかし奇妙なことに弾道を調べると、ライフルは天空から撃ったとしか思えない状況だった。容疑者は全員ライフル部のメンバー又はその関係者の為、硝煙反応からの特定は不可能。犯人は一体どこから、どのように犯行に及んで、この「奇蹟」を起こしたのか？
事件ファイルNo.8「目の壁の密室」
作者:大山誠一郎
土曜日の午前、とある商業ビルで不可解な事件が起きた。ビルにただ一つしかない監視カメラは、ビルのオーナーやテナントを借りている人たちの動向を映し出し、警備員がそれを見つめていた。そんな状況の中、ビルのオーナーが自室で死んでいるのが発見される。しかし、監視カメラの映像を再生すると、彼が殺されたと思われる時間には誰もオーナーの部屋に出入りをしていない。監視カメラと人々の視線が見つめる「密室」状況で、いかにして凶行が行われたのだろうか。
事件ファイルNo.9「Yの標的」
作者:綾辻行人 & 有栖川有栖
太陽に祈りを捧げる儀式の最中、太陽を神と崇める宗教団体<拝陽>の二代目教祖が撲殺された。儀式の舞台となった中庭には鍵がかけられており、被害者のほかに側近である二人の信者が中庭にいた。二人のうちのどちらかが犯人なのは間違いない、簡単な事件だと思った丸ノ内刑事だったが、二人それぞれに犯人であることを否定する事実が浮上。さらに撲殺した時の力は人間業ではないことが判明、そのほか二人の側近以外のほかの信者にも怪しい行動をとっている者がおり、事件は迷走していく。
事件ファイルNo.10「完全無欠のアリバイ」
作者:我孫子武丸
高級な品をリーズナブルな値段で買えるのが魅力のスーパーマーケット「プレミアムデリSAEKI」の20周年パーティは、滞りなく行われた。しかしその翌日、社長が自宅で殺害されているのが発見される。容疑者として浮上したのは社長の四人の息子たち。だが、全員に死亡推定時刻のアリバイがあった。長男は自身が店長を務めるスーパーの支店で仕事、次男はカジノバーで朝までゲーム。三男はパーティの後片付けの後家族の待つ自宅へ、四男はパーティの二次会に参加していた。そんな中、アリバイを崩そうと躍起になっている丸ノ内刑事のもとに、犯人が出頭したという連絡が入る。

### おまけシナリオ
「暴走ジュリエット」
作者:黒田研二
事件ファイルをクリアするごとに、1章ずつ追加されていくシナリオ。謎解きはない。
ある日、天野つかさはバイト先のカーショップ「くるまや」の店長命令で、ボンボン気取りの男性客と付き合うことを余儀なくされる。彼の乗っている車は、持ち主を探して勝手に走り回るという曰くつきのものだという。どうせ店長のホラ吹きだと本気にしていなかったつかさだったが……。

## 音楽
読書中のBGMは変更が可能になっている。
- ジョージ・ガーシュウィン 前奏曲第2番
- セルゲイ・ラフマニノフ パガニーニの主題による狂詩曲
- ジュール・マスネ 歌劇「ル・シッド」より
- エリック・サティ ゲノシェンヌ第4番
- ジョルジュ・ビゼー 子供の遊び - 子守歌「人形」
- モーリス・ラヴェル マ・メール・ロワIIより
- マヌエル・デ・ファリャ セレナータ
- ポール・デュカス 悲歌的前奏曲
- ガブリエル・フォーレ レクイエム - ピェ・イェズ
- クロード・ドビュッシー 夢

## 推理バトルキャンペーン
本作ではPlayStation Networkの機能を利用し、期間内に特定のエピソードでSランクを獲得したプレイヤーに抽選でプレゼントが贈られるキャンペーンが実施されている。
- 2010年7月22日（木）から2010年7月28日（水）　事件ファイルNo.05「亡霊ハムレット」
- 2010年7月29日（木）から2010年8月4日（水）　事件ファイルNo.06「ブラッディ・マリーの謎」
- 2010年8月5日（木）から2010年8月11日（水）　事件ファイルNo.07「ライフリングマーダー」
- 2010年8月12日（木）から2010年8月18日（水） 事件ファイルNo.08「目の壁の密室」
- 2010年8月19日（木）から2010年8月25日（水） 事件ファイルNo.09「Yの標的」
- 2010年8月26日（木）から2010年9月1日（水） 事件ファイルNo.10「完全無欠のアリバイ」

対象話の推理画面の「調書」欄にて「調書完成」を選択後、インフラストラクチャー・モードにて通信し、キャンペーンへの応募が行われる。なお、UMD版購入者はパッケージに同梱されていたチラシに記載されている「プロダクトコード番号」をPlayStation Storeにアクセスし、あらかじめ入力しておく必要がある。